# The Gentle Storm
The Gentle Storm — голландская музыкальная группа Аннеке ван Гирсберген и Арьена Антони Люкассена, основателя и лидера других музыкальных проектов, таких как Star One, Ayreon, Guilt Machine and Ambeon. Музыканты прежде работали вместе над альбомами Ayreon Into the Electric Castle и 01011001. Дебютный альбом группы, The Diary, вышел 20 марта 2015 года. Альбом двойной: первая часть ('Gentle Version') — мягкая, акустическая и фолковая, а вторая ('Storm Version') — тяжелая, агрессивная.

## История

### Создание иThe Diary(2014—2016)
О проекте было объявлено 22 апреля 2014, он был описан Люкассеном как «эпичный двойной альбом, смесью классики, металла и акустической музыки.» Ударник Эд Уорби, который принимает участие в записи практически каждого альбома, над которым работает Арьен, сыграет на ударных и в этом проекте. Это будет его первый альбом, в котором он использует «живой» контрабас. Забавно, что из-за «непредвиденных проблем» Уорби пришлось перезаписать все свои партии всего за один день. Также Люкассен подтвердил, что Йохан ван Стратум из Stream Of Passion сыграет бас-партии. Среди других участников проекта следует отметить Йоста ван ден Брука (пианино), Бена Мато (скрипка) и Майке Петерсе (виолончель), которые уже раньше работали с Арьеном, а также двух новых музыкантов: Хинсе Муттера (контрабас) и Йеннеке де Йонг (валторна).
2 сентября 2014 Люкассен объявил, что его работа с Аннеке ван Гирсберген — это на самом деле новая группа, которую они назвали The Gentle Storm. Он также отметил, что Аннеке будет выступать на концертах вместе в группой.
10 октября на официальной странице The Gentle Storm в социальной сети Facebook было объявлено, что дебютный альбом будет состоять из двух дисков. Оба диска будут содержать одни и те же песни, но в разных, контрастирующих аранжировках. Первый диск («the Gentle») будет акустическим, фолковым, со множеством различных экзотических инструментов, а второй диск («the Storm») будет тяжелым и оркестровым. В сообщении также говорилось, что слушатели услышат множество элементов, характерных для прогрессивного металла. Интересно, что в работу над альбомом в качестве «советника» был вовлечен администратор российского фан-клуба Люкассена.
Обложку для альбома оформила Alexandra V. Bach, которая оформила A War of Our Own группы Stream of Passion, проекта, который создал Люкассен, но вскоре покинул его.
20 января 2015 группа выпустила два музыкальных клипа с обеими версиями песни «Endless Sea». «Endless Sea» — открывающая песня альбома, которая служит введением к истории, лежащей в её основе. Сюзанна, главная героиня повествования, поёт о своём муже Джозефе, который только что отправился в длительное плавание на Дальний Восток.
27 февраля 2015 года группа выпустила музыкальный клип на песню «Heart Of Amsterdam».
23 марта 2015 года альбом The Diary увидел свет, в тот же день был выпущен клип на песню «Shores of India», а 26 марта в амстердамском клубе Melkweg состоялась его презентация, в которой принял участие сам Люкассен.
1 декабря 2016 года Аннеке объявила о создании новой группы под название «Vuur», в которую вошёл почти весь концертный состав The Gentle Storm, за исключением Мерель Бехтольд (которую заменил Йорд Отто, экс-ReVamp) и Йоста ван ден Брука. 17 декабря The Gentle Storm сыграли концерт в амстердамском клубе Melkweg, который был официально назван последним для этой формации. Далее музыканты продолжат совместную работу под именем Vuur.

## Музыканты
- Аннеке ван Гирсберген (ex-The Gathering) — вокал
- Арьен Люкассен (Ayreon, Ambeon, Star One, Guilt Machine[англ.], ex-Stream of Passion) — гитары, клавишные, ударные и др. инструменты

Приглашенные гости
- Марсела Бовио (Stream of Passion) — бэк-вокал
- Эд Уорби (Gorefest) — ударные
- Роб Снайдерс (Agua de Annique) — перкуссия
- Йохан ван Статум (Stream of Passion) — бас-гитара
- Йост ван ден Брук (Star One, After Forever) — пианино
- Тимо Сомерс (Delain, Vengeance) — гитарное соло
- Бен Мафот — скрипка
- Хинсе Муттер — контрабас
- Майке Петерс — виолончель
- Йеннеке де Йонг — валторна
- Йерун Гуссенс — духовые
- «Epic Rock Choir» — хор

Концертный состав
- Аннеке ван Гирсберген — вокал
- Ферри Дёйсенс (Agua de Annique) — гитара
- Мерель Бехтольд (MaYaN) — гитара
- Йохан ван Статум — бас
- Марсела Бовио (Stream of Passion) — бэк-вокал
- Йост ван ден Брук — клавишные
- Эд Уорби — ударные
- Арьен Люкассен — акустическая гитара (только на нескольких концертах)

## Дискография
Студийные альбомы
- The Diary (2015)

Мини-альбомы
- The Gentle Storm Exclusive Tour CD (2015)